# Kisei 2016
Il Kisei 2016 è stata la 40ª edizione del torneo goistico giapponese Kisei. Per la terza volta consecutiva il titolo è stato conteso tra il detentore Yūta Iyama e lo sfidante Keigo Yamashita. Come nelle due precedenti edizioni la vittoria è andata al campione in carica, che stavolta si è aggiudicato la sfida finale con un netto 4-0.

## Fase preliminare
- W indica vittoria col bianco
- B indica vittoria col nero
- X indica la sconfitta
- +R indica che la partita si è conclusa per abbandono
- +N indica lo scarto dei punti a fine partita

### Lega C
La Lega C comprendeva 32 giocatori che si sono affrontati in cinque turni di gioco. Il vincitore è stato Kyo Kagen che si è qualificato per gli ottavi di finale del torneo degli sfidanti ed è stato promosso alla Lega B dell'edizione successiva. Anche Jiro Akiyama, Atsushi Ida, Ō Rissei, Cho Sonjin e Yu Zhengqi hanno ottenuto la promozione alla Lega B.

### Lega B-1
| Giocatore         | R.S. | S.A. | T.S.  | A.T.  | K.I. | H.S.  | R.K.  | H.Y.  | Risultato | Note                                                |
| ----------------- | ---- | ---- | ----- | ----- | ---- | ----- | ----- | ----- | --------- | --------------------------------------------------- |
| Ryu Shikun        | –    | X    | W+2,5 | B+R   | X    | B+0,5 | X     | B+R   | 4-3       | Promosso alla Lega A del Kisei 2017                 |
| Shuzo Awaji       | W+R  | –    | X     | W+8,5 | B+R  | X     | B+0,5 | W+1,5 | 5-2       | Qualificato al playoff per il torneo degli sfidanti |
| Taiki Seto        | X    | W+R  | –     | X     | W+R  | B+2,5 | W+R   | X     | 4-3       | Qualificato alla Lega B del Kisei 2017              |
| Atsushi Tsuruyama | X    | X    | W+0,5 | –     | B+R  | X     | B+R   | W+5,5 | 4-3       | Qualificato alla Lega B del Kisei 2017              |
| Ko Iso            | B+R  | X    | X     | X     | –    | B+R   | W+R   | B+1,5 | 4-3       | Qualificato alla Lega B del Kisei 2017              |
| Hideyuki Sakai    | X    | B+R  | X     | B+R   | X    | –     | X     | W+3,5 | 3-4       | Retrocesso alla Lega C del Kisei 2017               |
| Rin Kanketsu      | B+R  | X    | X     | X     | X    | W+R   | –     | B+R   | 3-4       | Retrocesso alla Lega C del Kisei 2017               |
| Ha Youngil        | X    | X    | W+R   | X     | X    | X     | X     | –     | 1-6       | Retrocesso alla Lega C del Kisei 2017               |

### Lega B-2
| Giocatore         | O.M.  | T.K.  | K.S.  | T.S. | Y.Su.  | K.Y. | S.Y. | Y.So. | Risultato | Note                                                |
| ----------------- | ----- | ----- | ----- | ---- | ------ | ---- | ---- | ----- | --------- | --------------------------------------------------- |
| O Meien           | –     | X     | B+R   | X    | B+13,5 | X    | B+R  | W+R   | 4-3       | Qualificato alla Lega B del Kisei 2017              |
| Tetsuya Kiyonari  | B+R   | –     | X     | B+R  | W+R    | B+R  | X    | X     | 4-3       | Qualificato alla Lega B del Kisei 2017              |
| Kim Sujun         | X     | B+R   | –     | X    | B+R    | W+R  | X    | X     | 3-4       | Qualificato alla Lega B del Kisei 2017              |
| Tatsuya Shida     | B+3,5 | X     | B+R   | –    | X      | X    | X    | X     | 2-5       | Retrocesso alla Lega C del Kisei 2017               |
| Yoshimichi Suzuki | X     | X     | X     | B+R  | –      | X    | X    | W+2,5 | 2-5       | Retrocesso alla Lega C del Kisei 2017               |
| Kimio Yamada      | B+R   | X     | X     | W+R  | B+7,5  | –    | W+R  | B+1,5 | 5-2       | Qualificato al playoff per il torneo degli sfidanti |
| So Yokoku         | X     | B+R   | W+1,5 | B+R  | W+7,5  | X    | –    | W+4,5 | 5-2       | Promosso alla Lega A del Kisei 2017                 |
| Yuichi Sonoda     | X     | W+0,5 | B+3,5 | W+R  | X      | X    | X    | –     | 3-4       | Retrocesso alla Lega C del Kisei 2017               |

### Lega A
| Giocatore          | R.K. | S.Y. | N.H.  | C.C.  | R.I.  | C.R.  | C.U. | T.M.  | Risultato | Note                                                      |
| ------------------ | ---- | ---- | ----- | ----- | ----- | ----- | ---- | ----- | --------- | --------------------------------------------------------- |
| Rin Kono           | –    | B+R  | W+5,5 | B+8,5 | W+R   | B+3,5 | W+R  | B+R   | 7-0       | Qualificato ai quarti di finale del torneo degli sfidanti |
| Satoshi Yuki       | X    | –    | B+R   | X     | X     | X     | X    | W+R   | 2-5       | Retrocesso alla Lega B del Kisei 2017                     |
| Naoki Hane         | X    | X    | –     | B+R   | X     | X     | X    | B+R   | 2-5       | Retrocesso alla Lega B del Kisei 2017                     |
| Cho Chikun         | X    | B+R  | X     | –     | B+2,5 | X     | X    | W+R   | 3-4       | Retrocesso alla Lega B del Kisei 2017                     |
| Ryo Ichiriki       | X    | W+R  | B+R   | X     | –     | B+R   | W+R  | B+R   | 5-2       | Promosso alla Lega S del Kisei 2017                       |
| Cho Riyu           | X    | B+R  | W+R   | B+R   | X     | –     | B+R  | X     | 4-3       | Qualificato alla Lega A del Kisei 2017                    |
| Cho U              | X    | W+R  | B+R   | W+1,5 | X     | X     | –    | B+0,5 | 4-3       | Qualificato alla Lega A del Kisei 2017                    |
| Tomochika Mizokami | X    | X    | X     | X     | X     | B+R   | X    | –     | 1-6       | Retrocesso alla Lega B del Kisei 2017                     |

### Lega S
| Giocatore         | K.Y.  | D.M. | S.T.  | N.Y.  | H.Y. | S.K. | Risultato | Note                                                  |
| ----------------- | ----- | ---- | ----- | ----- | ---- | ---- | --------- | ----------------------------------------------------- |
| Keigo Yamashita   | –     | W+R  | B+2,5 | W+2,5 | X    | W+R  | 4-1       | Qualificato alla finale del torneo degli sfidanti     |
| Daisuke Murakawa  | X     | –    | W+4,5 | X     | W+R  | B+R  | 3-2       | Qualificato alla semifinale del torneo degli sfidanti |
| Shinji Takao      | X     | X    | –     | X     | B+R  | W+R  | 2-3       | Qualificato alla Lega S del Kisei 2017                |
| Norimoto Yoda     | X     | W+R  | B+0,5 | –     | X    | B+R  | 3-2       | Qualificato alla Lega S del Kisei 2017                |
| Hiroshi Yamashiro | W+1,5 | X    | X     | B+0,5 | –    | X    | 2-3       | Retrocesso alla Lega A del Kisei 2017                 |
| Satoru Kobayashi  | X     | X    | X     | X     | B+R  | –    | 1-4       | Retrocesso alla Lega A del Kisei 2017                 |

## Fase finale

### Playoff Lega B1 e B2
I due vincitori dei gruppi B1 e B2 si sono sfidati il 17 settembre 2015. 

### Torneo degli sfidanti
- Kyo Kagen ha ottenuto la qualificazione agli ottavi di finale in quanto vincitore della Lega C
- Kimio Yamada ha ottenuto la qualificazione agli ottavi di finale in quanto vincitore dello spareggio tra i primi classificati della Lega B1 e B2 contro Shuzo Awaji.
- Rin Kono ha ottenuto la qualificazione diretta ai quarti di finale in quanto vincitore della Lega A
- Daisuke Murakawa ha ottenuto la qualificazione diretta alle semifinali in quanto secondo classificato della Lega S
- Keigo Yamashita ha ottenuto la qualificazione diretta alla finale in quanto vincitore della Lega S

|  | Primo turno  | Primo turno  | Primo turno |  |  | Secondo turno | Secondo turno    | Secondo turno    |   |              | Semifinali       | Semifinali       | Semifinali |  |  | Finale | Finale | Finale |
|  |              |              |             |  |  |               |                  |                  |   |              |                  |                  |            |  |  |        |        |        |
|  | Kyo Kagen    | Kyo Kagen    | 0           |  |  |               |                  |                  |   |              |                  |                  |            |  |  |        |        |        |
|  | Kimio Yamada | Kimio Yamada | 1           |  |  | Kimio Yamada  | Kimio Yamada     | 1                |   |              |                  |                  |            |  |  |        |        |        |
|  |              |              |             |  |  | Rin Kono      | Rin Kono         | 0                |   |              |                  |                  |            |  |  |        |        |        |
|  |              |              |             |  |  |               |                  |                  |   | Kimio Yamada | Kimio Yamada     | 0                |            |  |  |        |        |        |
|  |              |              |             |  |  |               | Daisuke Murakawa | Daisuke Murakawa | 1 |              |                  |                  |            |  |  |        |        |        |
|  |              |              |             |  |  |               |                  |                  |   |              |                  |                  |            |  |  |        |        |        |
|  |              |              |             |  |  |               |                  |                  |   |              |                  |                  |            |  |  |        |        |        |
|  |              |              |             |  |  |               |                  |                  |   |              | Daisuke Murakawa | Daisuke Murakawa | 0          |  |  |        |        |        |
|  |              |              |             |  |  |               | Keigo Yamashita  | Keigo Yamashita  | 1 |              |                  |                  |            |  |  |        |        |        |
|  |              |              |             |  |  |               |                  |                  |   |              |                  |                  |            |  |  |        |        |        |
|  |              |              |             |  |  |               |                  |                  |   |              |                  |                  |            |  |  |        |        |        |
|  |              |              |             |  |  |               |                  |                  |   |              |                  |                  |            |  |  |        |        |        |
|  |              |              |             |  |  |               |                  |                  |   |              |                  |                  |            |  |  |        |        |        |
|  |              |              |             |  |  |               |                  |                  |   |              |                  |                  |            |  |  |        |        |        |
|  |              |              |             |  |  |               |                  |                  |   |              |                  |                  |            |  |  |        |        |        |
|  |              |              |             |  |  |               |                  |                  |   |              |                  |                  |            |  |  |        |        |        |

## Finale
La finale è stata una sfida al meglio delle sette partite, iniziata il 14 gennaio 2016 e conclusasi il 18 febbraio. Le ultime tre partite non sono state disputate poiché Yūta Iyama ha ottenuto la quarta vittoria alla quarta partita. 